# 霍赫普拉特山 (泰根塞山)
47°38′27″N 11°40′3″E / 47.64083°N 11.66750°E

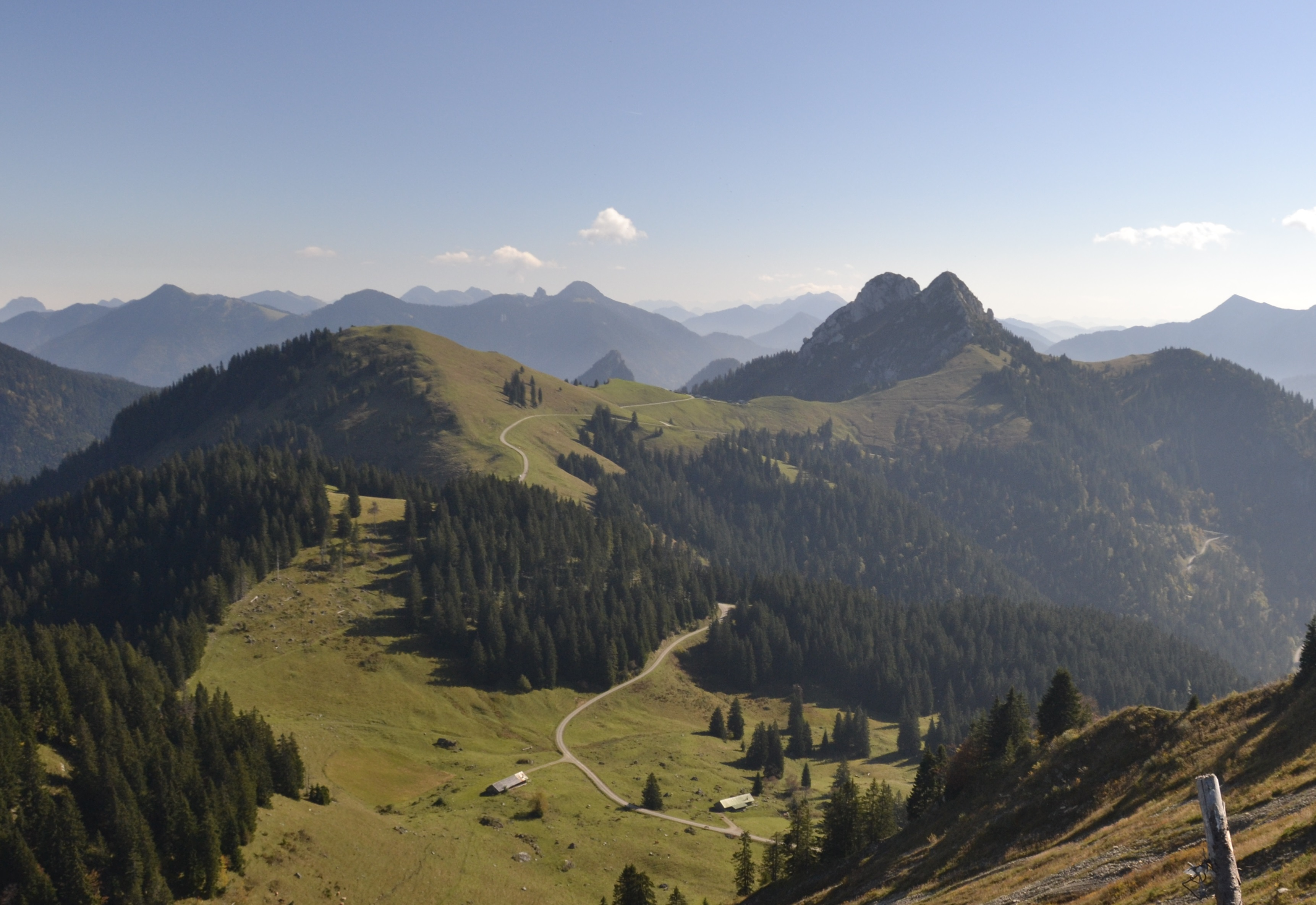

霍赫普拉特山（德語：Hochplatte），是德國的山峰，位於該國東南部，由巴伐利亞負責管轄，屬於巴伐利亞前阿爾卑斯山脈的一部分，海拔高度1,592米，每年平均降雨量1,764毫米。